# Coleophora clarissa
Coleophora clarissa é uma espécie de mariposa do gênero Coleophora pertencente à família Coleophoridae.